# Precision approach radar

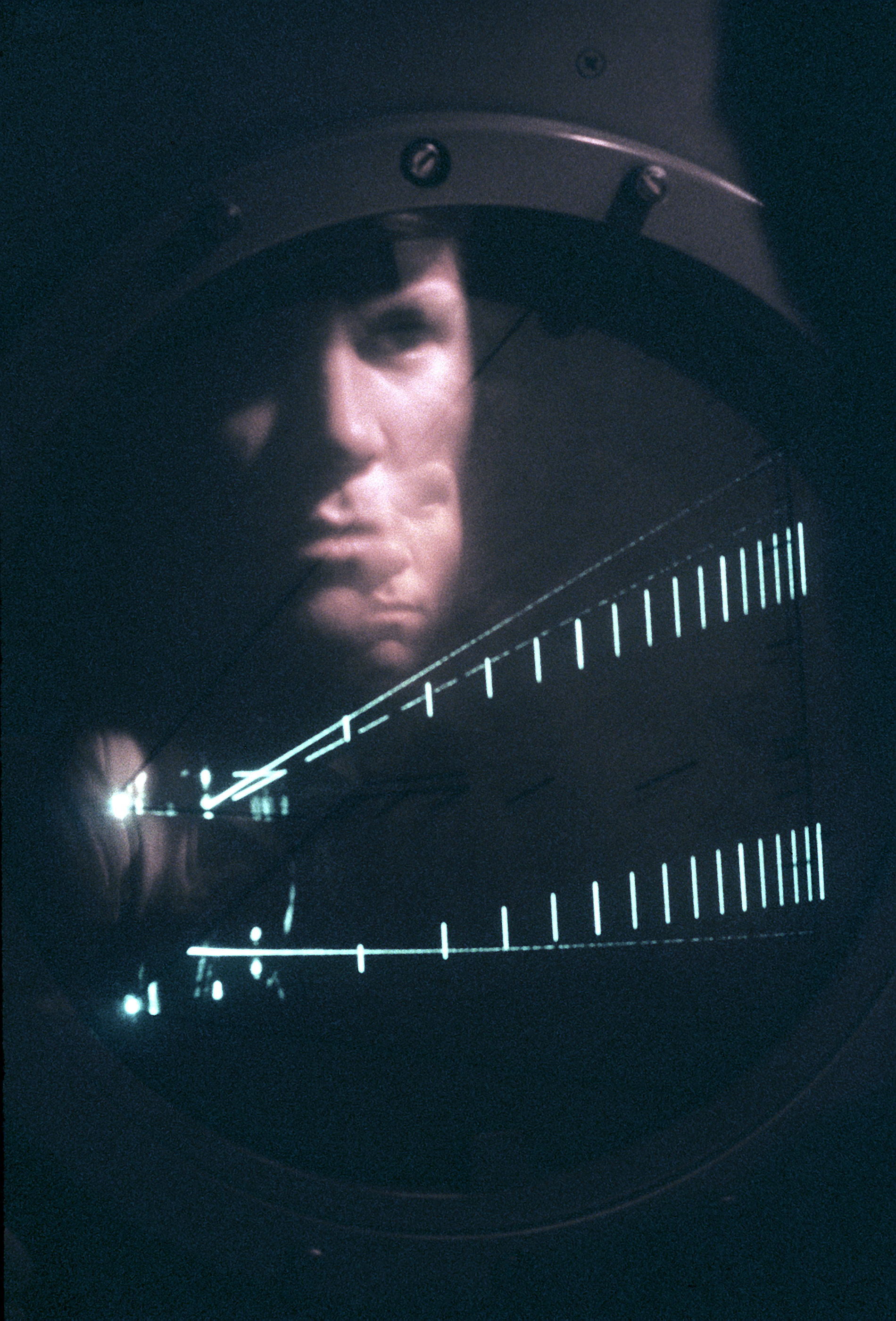

Precision approach radar (PAR) är en typ av radar som används av flygtrafikledare för att dirigera flygplan i höjd- och sidled under inflygningen till landningsbanan. Idag är dessa typer av radarsystem i stort sett ersatta med instrumentlandningssystemet ILS som inte kräver manuellt arbete av flygtrafikledare och den huvudsakliga användningen är för militärt bruk.
På radarsystemets skärmar kan flygtrafikledaren avläsa hur det landande flygplanet ligger i höjdled och sidled jämfört med en ideal glidbana och ge piloten anvisningar på korrigeringar.